# Dagrofa Foodservice
Dagrofa Foodservice, tidligere Foodservice Danmark   er en dansk foodservice leverandør ejet af Dagrofa. Virksomheden havde i 2019 en omsætning på 4,38 mia. kr. og i gennemsnit 1.041 fuldtidsansatte medarbejdere.
Dagrofa Foodservice har to salgskanaler: 30 Cash & Carry butikker og en landsdækkende udkørende forretning. 

## Datterselskaber
- Grambogård
- Strandby Fisk
- HKI Ost
- Grøn Fokus
- Prima frugt
- KødGrossisten
- CH Interfrugt.

## Historie

### Dagrofa S-Engros
I 1961 åbnede det første S-Engros lager i Århus. På dette tidspunkt var man netop begyndt på at indføre selvbetjening i detailhandlen, og Brødr. Justesen var de første til at indeføre samme system i forbindelse med engrossalg. To af firmaets provinsdirektører havde fundet ud af, at kolonialgrossister i USA med stort held forsynede et nøje afgrænset udsnit af deres kundekreds via selvbetjening. Dette system var idéelt for mindre købmænd, som ikke var i stand til at afgive ordrer, der opfyldte datidens grossisters minimumskrav. Dette blev forstærket af, at minimumskravene jævnligt blevet hævet i takt med, at omkostningerne steg og arbejdets rationalisering fremskyndedes.
De to Brødr. Justesen direktører var enige om, at tanken var bæredygtig, hvis den blev grebet rigtigt an. I Nordjylland købte de en gammel tyskerbarak, som herefter blev transporteret til Århus. Her havde man lejet en plads på kommunens grund lige ud til vandet.
Selv købmænd med en ret lav omsætning havde i 60’erne en lille bil, og med en S-Engros i nærheden behøvede varelageret ikke at være særlig stort. Købmænd, som pludselig var i mangel på varer, kunne hurtigt og nemt hente varer, mens butikken blev passet af en anden.
Dengang var S-Engros det tilbud, som købmændene havde ventet på. Efter åbningen i Århus gik etableringerne af nye S-Engros butikker slag i slag: København (Lyngby, 1963), Randers, Aalborg, Frederikshavn og Odense. Populariteten blev ikke mindre af, at man her kunne lagerføre tobak og spiritus, som købmændene hidtil havde måttet købe hos specialgrossister, hvad der både var dyrt og besværligt.

### Catering Engros
I 1990 Dagrofa køber cateringselskabet Ove Juel Catering A/S (OVIC).
1. april 2004 - Dagrofa køber 51% af den jyske Flensted Catering A/S, fusionerer med Ove Juel Catering A/S og skaber dermed landets næststørste udkørende cateringgrossistfirma, Catering Engros A/S.
I 2010 Dagrofa køber de resterende 49% af Flensted Catering A/S fra Ole Flensted.

### Foodservice Danmark
I 1990 blev FoodService Danmark etableret, som senere markerede en sammenlægning af aktiviteterne i Dagrofa S-Engros og Catering Engros.

### Dagrofa Foodservice
August 2019 - Foodservice Danmark skifter navn og fusionerer de to datterselskaber Dagrofa S-Engros og Catering Engros under navnet Dagrofa Foodservice.